# Ernst I. zu Hohenlohe-Langenburg

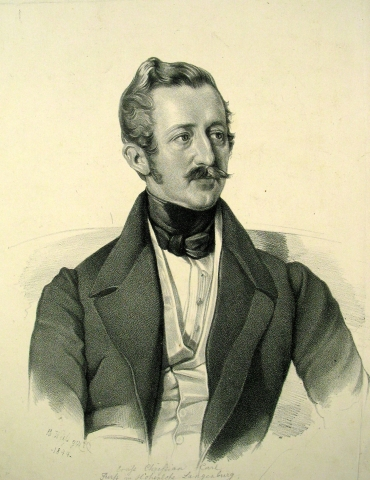
Fürst Ernst zu Hohenlohe-Langenburg

Ernst I. Fürst zu Hohenlohe-Langenburg (* 7. Mai 1794 in Langenburg; † 12. April 1860 in Baden-Baden) war der 4. Fürst des Hauses Hohenlohe-Langenburg. 

## Abstammung
Fürst Ernst Christian Karl entstammte dem Hochadelsgeschlecht Hohenlohe und war der älteste Sohn von Fürst Carl Ludwig zu Hohenlohe-Langenburg und dessen Gemahlin Gräfin Amalie Henriette zu Solms-Baruth (1768–1847).

## Leben
Nach einem dreijährigen Studium an den Universitäten Tübingen und Heidelberg trat er in den württembergischen Militärdienst ein. 1819 wurde er Mitglied der württembergischen Ständeversammlung und 1833 Präsident des Ständischen Ausschusses, 1835 Präsident der Kammer der Standesherren (Erste Kammer) des württembergischen Landtages. Dieses ehrenvolle Amt machte ihn zu einem der einflussreichsten Männer Württembergs. 1848 war er Mitglied des Vorparlaments.
1830 wurde Ernst zu Hohenlohe-Langenburg das Großkreuz des Ordens der Württembergischen Krone verliehen.
Häufige Krankheiten zwangen Ernst sukzessiv dazu, sich aus den aktiven standesherrlichen Geschäften zurückzuziehen. 1858 bat er um seine Entlassung aus dem Präsidentenamt. Fürst Ernst starb 1860 während eines Aufenthalts in Baden-Baden und wurde in Langenburg beigesetzt.

## Ehe und Nachkommen

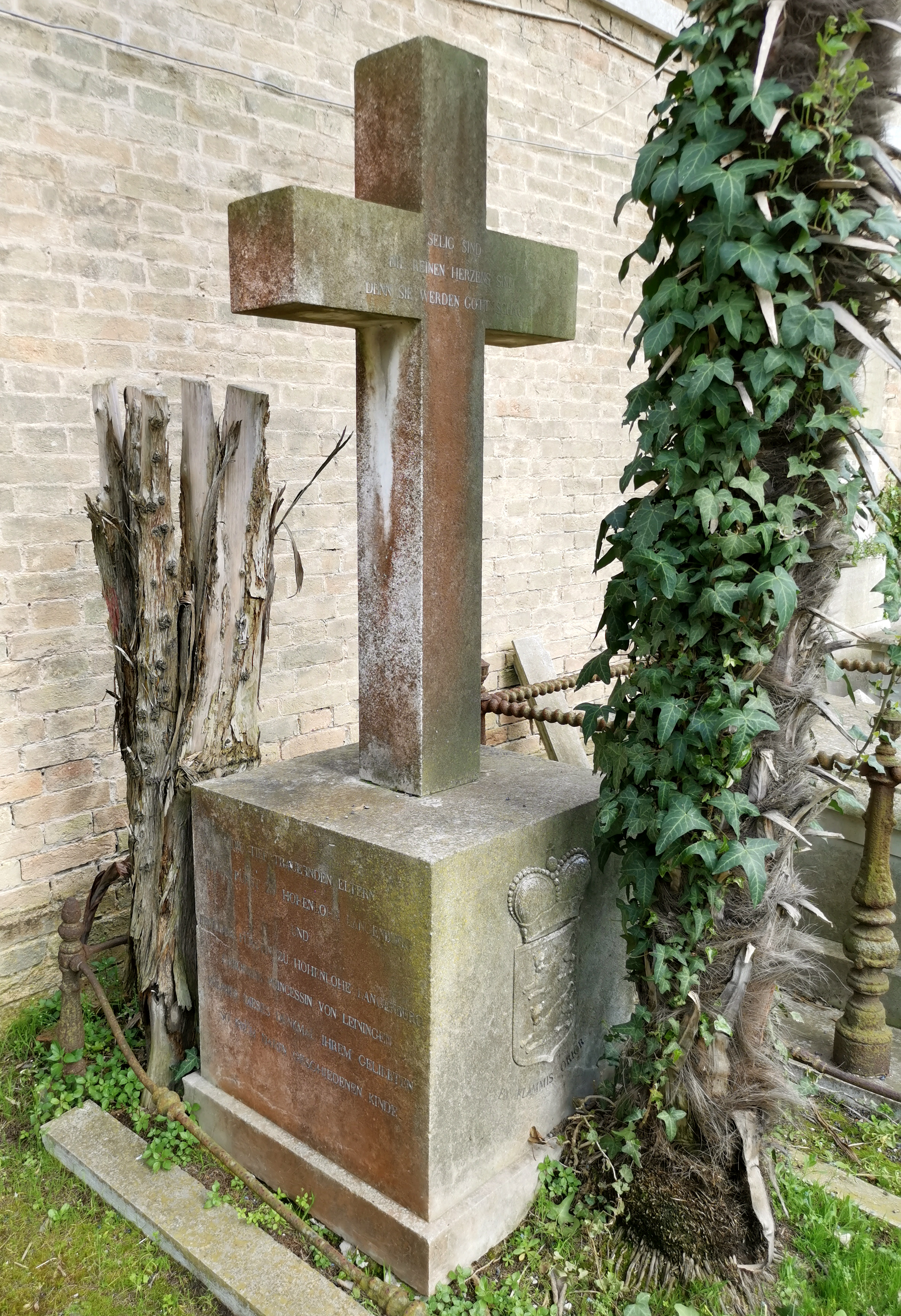
Grab der in Venedig verstorbenen Tochter Elise auf dem Friedhof San Michele (Evangelischer Teil) in Venedig (mit dem Familienwappen und der Devise "ex flammis orior")

Am 18. Februar 1828 heiratete er im Kensington Palace Prinzessin Feodora zu Leiningen, einzige Tochter von Fürst Emich Carl zu Leiningen und seiner zweiten Frau Prinzessin Marie Louise Victoire von Sachsen-Coburg-Saalfeld, somit die ältere Halbschwester der britischen Königin Victoria.
Aus der Ehe gingen folgende sechs Kinder hervor:
- Karl Ludwig Wilhelm Leopold (1829–1907) ⚭ 1861 (Ehe zur linken Hand) Marie Grathwohl (1837–1901), Freifrau von Bronn (1890)
- Elise Adelheid Victorie Amalie Auguste Louise Johanne (1830–1851), unverheiratet
- Hermann Ernst Franz Bernhard (1832–1913) ⚭ 1862 Prinzessin Leopoldine von Baden (1837–1903)
- Viktor Ferdinand Franz (1833–1891) ⚭ 1861 (Ehe zur linken Hand) Lady Laura Wilhelmina Seymour, Gräfin Gleichen (1861)
- Adelheid Victoria Amalie Louise Maria Konstanze (1835–1900) ⚭ 1856 Herzog Friedrich VIII. von Schleswig-Holstein
- Feodora Victoria Adelheid (1839–1872) ⚭ 1858 Herzog Georg II. von Sachsen-Meiningen (1826–1914)